# Alexej Bolotov
Alexej Vasiljevič Bolotov (rusky Алексей Васильевич Болотов; 20. ledna 1963 – 15. května 2013) byl ruský horolezec. Úspěšně vystoupil na 11 osmitisícovek. K dosažení všech 14 vrcholů nad 8000 metrů mu chyběly Lhoce, Šiša Pangma a Nanga Parbat. Byl držitelem řádu odvahy a medaile za zásluhy. Rovněž byl vyznamenán titulem Mistra sportu. V roce 2010 byl jako jediný ruský horolezec pozván na oslavy 50. výročí prvního výstupu na Annapurnu. Bolotov vystudoval elektronické inženýrství (ve kterém i podnikal), byl ženatý a měl dvě děti. Zahynul po pádu do ledovcové trhliny při pokusu o prvovýstup jihozápadní stěnou Mount Everestu.

## Úspěšné výstupy na osmitisícovky
- 1997 Makalu (8465 m)
- 1998 Mount Everest (8849 m) – s kyslíkem
- 1997 Lhoce – prvovýstup na Lhoce Middle (8414 m)
- 2002 Mount Everest (8849 m) – bez kyslíku
- 2005 Dhaulágirí (8167 m)
- 2006 Čo Oju (8201 m)
- 2007 K2 (8611 m)
- 2008 Annapurna (8091 m)
- 2009 Manáslu (8163 m)
- 2010 Gašerbrum I (8068 m)
- 2010 Gašerbrum II (8035 m)
- 2011 Kančendženga (8586 m)
- 2011 Broad Peak (8047 m)

## Další úspěšné výstupy
- 1994 Chan Tengri (7010 m)
- 1995 Džengiš Čokusu (7439 m)
- 1998 Džengiš Čokusu (7439 m)
- 2000 Chan Tengri (7010 m)
- 2004 Jannu (7710 m)
- 2005 Denali (6190 m)

## Ocenění
- Mistr sportu SSSR v horolezectví
- Řád odvahy
- Medaile za statečnost